# Віллі Лібель
Фрідріх Вільгельм «Віллі» Лібель (нім. Friedrich Wilhelm "Willy" Liebel; 31 серпня 1897, Нюрнберг — 20 квітня 1945) — німецький політик, обергруппенфюрер СА (30.01.1941). Кавалер Лицарського хреста Хреста Воєнних заслуг з мечами.

## Біографія
Син друкаря. Після навчання в друкарні свого батька брав участь добровольцем в Першій світовій війні. В 1919 році демобілізований і став співвласником (в 1926 році — власником) батьківської друкарні. Лібель був членом різних реваншистських і націоналістичних організацій. 5 листопада 1925 року вступив в НСДАП (партійний квиток № 23 091), 27 березня 1926 року покинув партію і 4 жовтня 1928 року вступив повторно. Також був членом СА. З 1929 року — міський радник Нюрнберга, з 1930 року — лідер фракції НСДАП в міській раді Нюрнберга. З 16 березня 1933 року — обербургомістр Нюрнберга. На відміну від більшості нацистських бургомістрів, залишив на своїх посадах багатьох міських службовців, які підтримували Веймарську республіку. Під час Другої світової війни разом із Бенно Мартіном брав активну участь в депортації нюрнберзьких євреїв на Схід. В 1944 році призначений членом робочого штабу Альберта Шпеера з відновлення зруйнованих бомбардуваннями міст і постійно перебував у Берліні, при цьому зберіг посаду обербургомістра. В квітні 1945 року повернувся в Нюрнберг, де загинув у бункері в штаб-квартирі поліції. Офіційна версія смерті — самогубство, проте існує припущення, що його вбив Карл Гольц за прагнення здати місто без бою. Альберт Шпеер в своїх щоденниках стверджує, що Лібеля вбив Юліус Штрайхер, проте на той момент Штрайхер не був у Нюрнберзі.

## Звання
- Єфрейтор (17 квітня 1915)
- Унтер-офіцер (14 липня 1915)
- Віце-фельдфебель (1 листопада 1915)
- Офіцер-аспірант (4 листопада 1915)
- Лейтенант резерву (8 вересня 1916)
- Штурмбаннфюрер СА (11 січня 1933)
- Штандартенфюрер СА (20 березня 1933)
- Оберфюрер СА (1 вересня 1933)
- Райхсамтсляйтер НСДАП (1933)
- Бригадефюрер СА (9 листопада 1935)
- Группенфюрер СА (9 листопада 1937)
- Обергруппенфюрер СА (30 січня 1941)
- Райхсгауптамтсляйтер НСДАП (1943)
- Оберберайхсляйтер НСДАП (1943)

## Нагороди
Лібель одержав численні нагороди, серед яких:
- Залізний хрест 2-го класу (18 серпня 1916)
- Військовий хрест «За заслуги» (Баварія) 2-го класу з мечами (19 січня 1917)
- Орден «За заслуги» (Баварія) 4-го класу з мечами (17 липня 1918)
- Нагрудний знак «За поранення» в чорному (26 липня 1918)
- Службова воєнна медаль (Тіроль)
- Золотий партійний знак НСДАП
- Почесний хрест ветерана війни з мечами
- Пам'ятна військова медаль (Угорщина) з мечами
- Почесний знак Німецького Червоного Хреста 1-го ступеня
- Медаль «За вислугу років у НСДАП» в бронзі та сріблі (15 років)
- Хрест Воєнних заслуг 2-го і 1-го класу з мечами і без мечів
- Лицарський хрест Хреста Воєнних заслуг з мечами (27 листопада 1942)